# Küsterhaus Magelsen

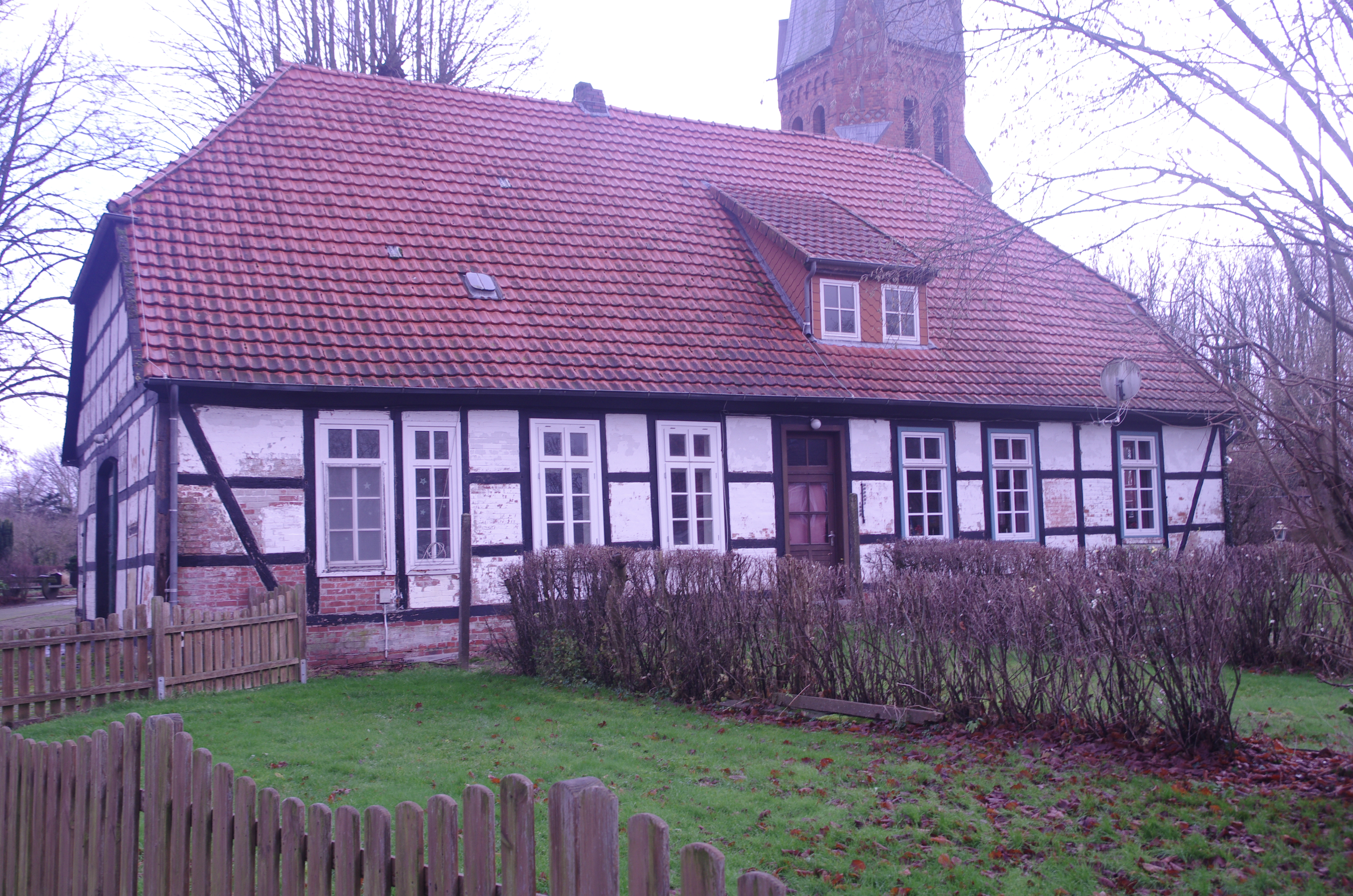

Das Küsterhaus Magelsen in Hilgermissen-Magelsen 42 in unmittelbarer Nähe zur Kirche Magelsen in der niedersächsischen Samtgemeinde Grafschaft Hoya stammt vom frühen 19. Jahrhundert.
Aktuell (2023) wird das Gebäude durch die Kirchengemeinde genutzt.
Das Gebäude steht unter Denkmalschutz (siehe auch Liste der Baudenkmale in Hilgermissen).

## Beschreibung
Das eingeschossige giebelständige Gebäude in Fachwerk mit Steinausfachungen, einer giebelseitigen Längseinfahrt und einem Krüppelwalmdach stammt von 1815. Es wurde 1992 saniert und umgebaut.
Daneben steht die neoromanische Kreuzkirche aus Backsteinen von 1892 mit dem Kirchturm aus dem 12. Jahrhundert. 
Das Landesdenkmalamt befand: „geschichtliche Bedeutung“.